# Планета удов
«Плане́та у́дов» — третья серия четвёртого сезона сериала «Доктор Кто». Премьера серии состоялась 19 апреля 2008 года на канале BBC One.

## Сюжет
Доктор встречает старых знакомых — удов — раса, которая служит людям в 4126 году. Он понимает, что уды не могут быть рождены рабами. Ему и Донне предстоит выяснить, почему «кольцо должно быть разрушено».